# Paix sur les champs
Paix sur les champs est un film belge de 1970 qui a été réalisé par Jacques Boigelot et produit par Philippe Collette, sur base du roman du même nom écrit par Marie Gevers. Il s'agit du premier film belge sélectionné pour l'Oscar du meilleur film en langue étrangère à Hollywood.

## Synopsis
Allongé sur son lit de mort, Aloysius, le vieux guérisseur, convoque Stanne, le plus riche fermier de la région, et Johanna, une vieille veuve au regard méchant. Quand, vingt ans plus tôt, la fille de Johanna périt à la fleur de l'âge, l'enquête judiciaire se termina par la jeune fille et n'avait on pas apprit que celle-ci ne voulait plus de lui ? Malgré les supplications d'Aloysius, Stanne et Johanna refusent de se réconcilier et ils se séparent, Louis, le fils de Stanne, qui a aimé Julia, une belle rousse un peu facile, s'en désintéresse depuis qu'il a rencontré la mignonne Lodia, fille de Johanna, née vingt ans après la disparition de sa première fille. Louis et Lodia tentent de faire admettre leur amour par leurs parents.

## Fiche technique
- Titre : Paix sur les champs
- Genre : fiction
- Date de sortie : 1970
- Production : Philippe Collette
- Réalisation : Jacques Boigelot
- Scénario : Jacques Boigelot et René Wheeler d'après le roman de Marie Gevers
- Monteur : Monique Dodemont, Denise Vindevogel
- Musique : Paul Uy
- Couleurs, mono
- Pays : Belgique
- Durée : 91 min

## Distribution
- Christian Barbier : Stanne Vanasche, un riche fermier de Campine, accusé puis acquitté vingt ans plus tôt du meurtre de sa fiancée
- Georges Poujouly : Louis
- Claire Wauthion : Lodia
- Héléna Manson : Johanna, la mère de la fiancée de Stanne, qui lui voue une haine inextinguible depuis la mort de sa fille
- Arlette Schreiber : Rosa
- Nicole Valberg : Julia
- Lucien Raimbourg : Jardinier
- Vandéric : Aloysius
- Marthe Dugard : Sœur Thérésia
- Gilbert Charles : le curé
- José Jolet : Jules
- Irène Vernal : Fine
- Anne-Marie Ferrières : Anna